# تسوياما (أوكاياما)
مدينة تسوياما (بالإنجليزية: Tsuyama)‏ هي أحد المدن التابعة لمحافظة أوكاياما. تأسست رسميًا في 11/02/1929. ويقدر عدد سكانها بـ 109493 نسمة حسب تقدير مكتب الإحصاء الياباني لعام 2012. تبلغ مساحة تسوياما 506.36 كم2. بكثافة سكانية تبلغ 216 نسمة/كم2.

## المناخ
يظهر الجدول التالي التغييرات المناخية على مدار السنة لتسوياما:
| البيانات المناخية لـتسوياما       | البيانات المناخية لـتسوياما | البيانات المناخية لـتسوياما | البيانات المناخية لـتسوياما | البيانات المناخية لـتسوياما | البيانات المناخية لـتسوياما | البيانات المناخية لـتسوياما | البيانات المناخية لـتسوياما | البيانات المناخية لـتسوياما | البيانات المناخية لـتسوياما | البيانات المناخية لـتسوياما | البيانات المناخية لـتسوياما | البيانات المناخية لـتسوياما | البيانات المناخية لـتسوياما |
| الشهر                             | يناير                       | فبراير                      | مارس                        | أبريل                       | مايو                        | يونيو                       | يوليو                       | أغسطس                       | سبتمبر                      | أكتوبر                      | نوفمبر                      | ديسمبر                      | المعدل السنوي               |
| --------------------------------- | --------------------------- | --------------------------- | --------------------------- | --------------------------- | --------------------------- | --------------------------- | --------------------------- | --------------------------- | --------------------------- | --------------------------- | --------------------------- | --------------------------- | --------------------------- |
| متوسط درجة الحرارة الكبرى °م (°ف) | 7.2 (45.0)                  | 8.4 (47.1)                  | 12.4 (54.3)                 | 19.1 (66.4)                 | 23.6 (74.5)                 | 26.3 (79.3)                 | 30.1 (86.2)                 | 31.6 (88.9)                 | 27.0 (80.6)                 | 21.2 (70.2)                 | 15.3 (59.5)                 | 9.7 (49.5)                  | 19.3 (66.8)                 |
| المتوسط اليومي °م (°ف)            | 1.7 (35.1)                  | 2.5 (36.5)                  | 5.7 (42.3)                  | 12.0 (53.6)                 | 16.7 (62.1)                 | 20.7 (69.3)                 | 24.8 (76.6)                 | 25.6 (78.1)                 | 21.2 (70.2)                 | 14.7 (58.5)                 | 8.8 (47.8)                  | 3.7 (38.7)                  | 13.2 (55.7)                 |
| متوسط درجة الحرارة الصغرى °م (°ف) | −2.4 (27.7)                 | −2.0 (28.4)                 | 0.2 (32.4)                  | 5.7 (42.3)                  | 10.5 (50.9)                 | 16.2 (61.2)                 | 21.1 (70.0)                 | 21.5 (70.7)                 | 17.0 (62.6)                 | 9.8 (49.6)                  | 4.0 (39.2)                  | −0.7 (30.7)                 | 8.4 (47.1)                  |
| الهطول مم (إنش)                   | 48.4 (1.91)                 | 57.0 (2.24)                 | 95.8 (3.77)                 | 144.1 (5.67)                | 153.1 (6.03)                | 230.1 (9.06)                | 258.8 (10.19)               | 125.5 (4.94)                | 223.8 (8.81)                | 96.3 (3.79)                 | 64.2 (2.53)                 | 34.8 (1.37)                 | 1٬531٫9 (60.31)             |
| متوسط تساقط الثلوج سم (إنش)       | 22 (8.7)                    | 17 (6.7)                    | 7 (2.8)                     | 0 (0)                       | 0 (0)                       | 0 (0)                       | 0 (0)                       | 0 (0)                       | 0 (0)                       | 0 (0)                       | 0 (0)                       | 8 (3.1)                     | 54 (21.3)                   |
| متوسط الرطوبة النسبية (%)         | 77                          | 75                          | 72                          | 71                          | 73                          | 78                          | 82                          | 79                          | 80                          | 79                          | 81                          | 80                          | 77                          |
| ساعات سطوع الشمس الشهرية          | 127.4                       | 128.3                       | 166.4                       | 178.5                       | 202.7                       | 158.3                       | 154.2                       | 189.1                       | 147.1                       | 154.5                       | 120.3                       | 116.2                       | 1٬843                       |
| المصدر: NOAA (1961-1990)          |                             |                             |                             |                             |                             |                             |                             |                             |                             |                             |                             |                             |                             |

## توأمة
لتسوياما (أوكاياما) اتفاقيات توأمة مع كل من:
- سانتا فيه
- مياكوجيما
- إييدا
- إزومو
- إيساهايا
- تونوشو
- كاني غيفو

## أعلام
- ريونوسكي أوكاموتو
- شينجي تاكاهاشي
- كينجي يوشيدا
- كوشي إينابا
- يوسوك كوداما